# アンリ・ポアンカレ研究所

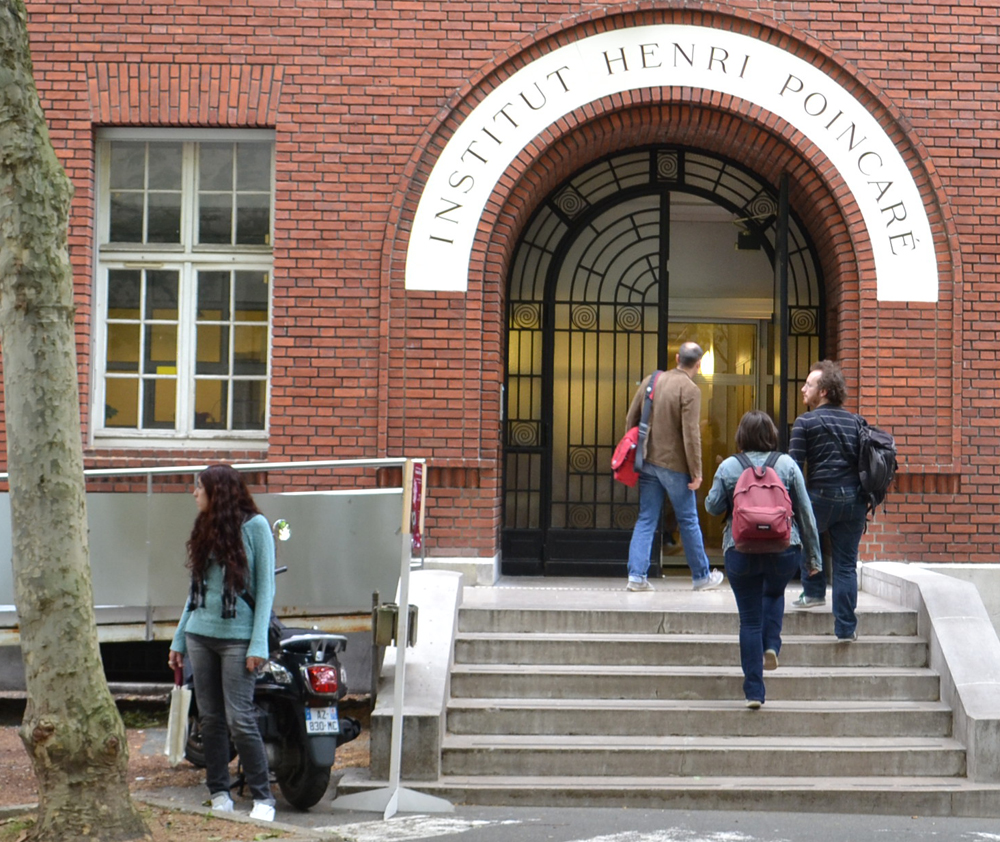
研究所入口

アンリ・ポアンカレ研究所（フランス語：Institut Henri Poincaré　略：IHP）は、フランスパリ5区にある数学の研究機関である。この一帯は、コレージュ・ド・フランスや高等師範学校などに隣接する研究施設が集められた« Campus Curie »（キャンパス キュリー） と呼ばれる地区で、アンリ・ポアンカレ研究所はその中心に位置する。行政的にフランス国立科学研究センターの組織であるパリ第6大学の<< école interne >>（学校敷地）に置かれている。

## 歴史
第一次大戦の直後、数学者のエミール・ボレルと、ジョージ・デビット・バーコフは、研究所設立に向け、アメリカとフランスのスポンサー（ロスチャイルド家のエドモン・バンジャマン・ド・ロチルドと、ロックフェラー財団）を説得し、フランス人数学者アンリ・ポアンカレから名前を貰い1928年11月17日に設立した。